# Мали Извор (община Болевац)
Мали Извор (на сръбски: Мали Извор) е село в източна Сърбия, част от община Болевац в Зайчарски окръг. Населението му е 565 души според преброяването от 2011 г.